# George Catlin
George Catlin (Wilkes-Barre, Pensilvania; 26 de julio de 1796-Jersey City, Nueva Jersey; 23 de diciembre de 1872), pintor estadounidense que se especializó en retratos de nativos americanos de los Estados Unidos en el Viejo oeste.

## Biografía
Además fue escritor y viajero. Tras un tiempo breve como abogado, produjo dos importantes colecciones de pinturas de indios americanos, y publicó una serie de libros sobre sus viajes entre los pueblos nativos de Norteamérica, Centroamérica y Sudamérica. Su interés por la 'raza en extinción' de América se inició por la visita de una delegación india a Filadelfia. Ello motivó su dedicación a la recogida de la apariencia y costumbres de los pueblos nativos de América.
Empezó su viaje en 1830, acompañando al General William Clark en una misión diplomática en territorio nativo a lo largo del alto río Misisipi. Dos años más tarde, recorrió unos 3000 kilómetros, a lo largo del río Misuri desde St. Louis, donde pasó varias semanas entre pueblos indígenas que apenas habían contactado con la civilización europea. Ahí produjo los retratos más vívidos y penetrantes de su carrera. Posteriores viajes a lo largo de los ríos Arkansas, Red y Misisipi, así como visitas a Florida y a los Grandes Lagos dieron como resultado más de 500 pinturas y una sustancial colección de objetos.
En 1837 montó la primera exposición de su 'Galería India', publicó su primer catálogo y empezó a dar conferencias, las cuales estaban dedicadas a sus experiencias entre los indios americanos. A partir de entonces dedicó su vida a vender su colección de pintura india al gobierno. Cuando el Congreso rechazó su petición inicial, se llevó su Galería India fuera del país, y en 1840 empezó una gira europea por Londres, París y Bruselas.
En 1841 publicó Educación, Costumbres Estado de los Indios Norteamericanos, en dos tomos, con cerca de 300 ilustraciones. Tres años más tarde publicó 25 láminas, tituladas Carpeta India Norteamericana de Catlin y, en 1848, Eight Years’ Travels and Residence in Europe. De 1852 a 1857 viajó por América del Sur y Central, y después volvió para una futura exploración del Lejano Oeste. El registro de estos últimos años se recoge en Últimos paseos entre los indios de la Rocosas y los Andes (1868) y en Mi vida entre los Indios (ed. por N. G. Humphreys, 1909). De sus 470 retratos de escenas nativas, la mayor parte constituye la Catlin Gallery del National Museum, en Washington D. C. Hay unos 700 esbozos en el Museo Americano de Historia Natural, en Nueva York.

## Familia
Muchos historiadores y descendientes creen que George Catlin tuvo dos familias: su familia reconocida en la costa este de los Estados Unidos, y una familia más al oeste, que formó con una nativa. 
Otros dos artistas del Viejo Oeste relacionados con George Catlin por lazos familiares son Frederic Remington y Earl W. Bascom.

## Ficción
Larry McMurtry incluye a Catlin como personaje en su serie de novelas The Berrybender Narratives.

## Galería

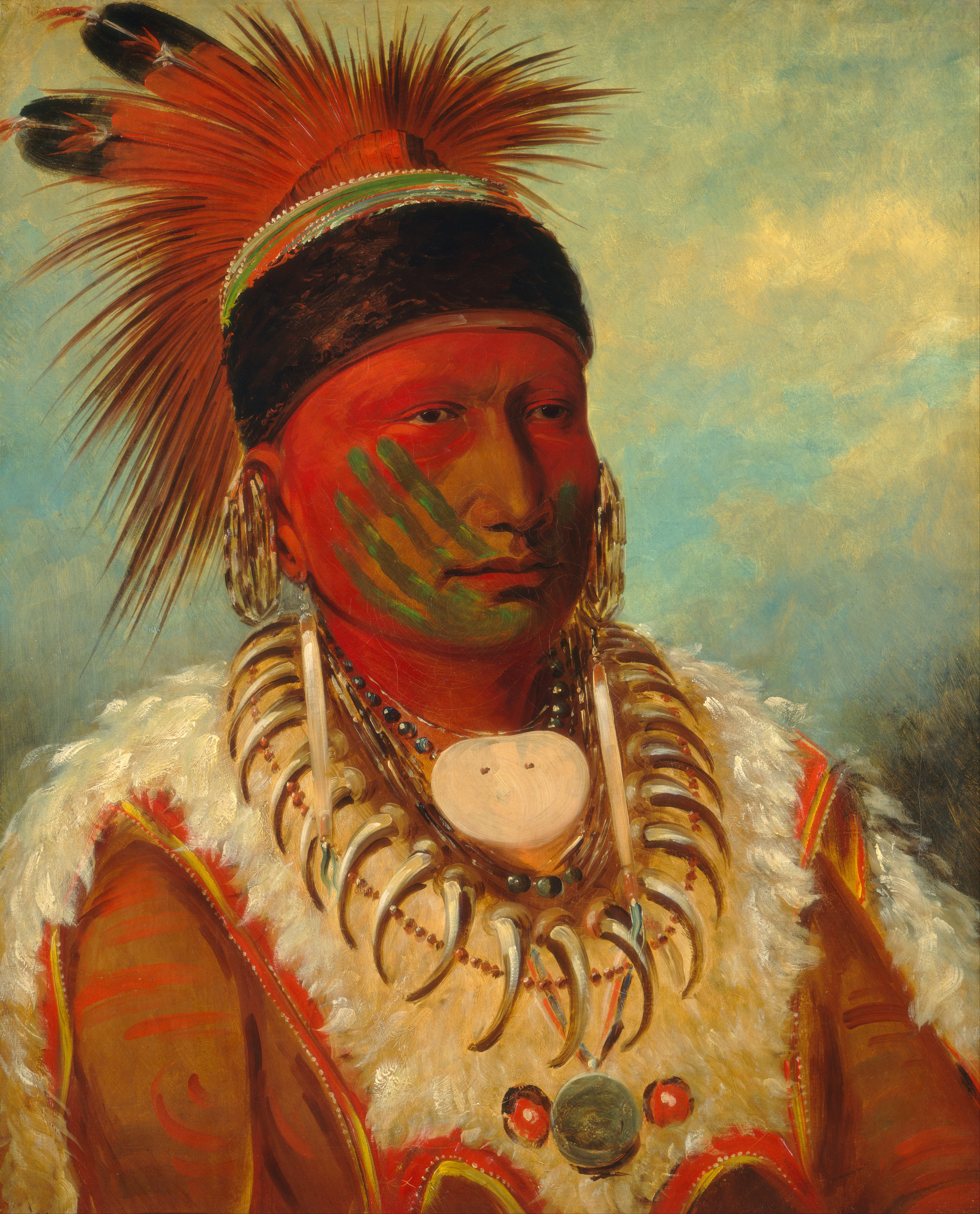
Nube Blanca, Primer Jefe de los Iowas.
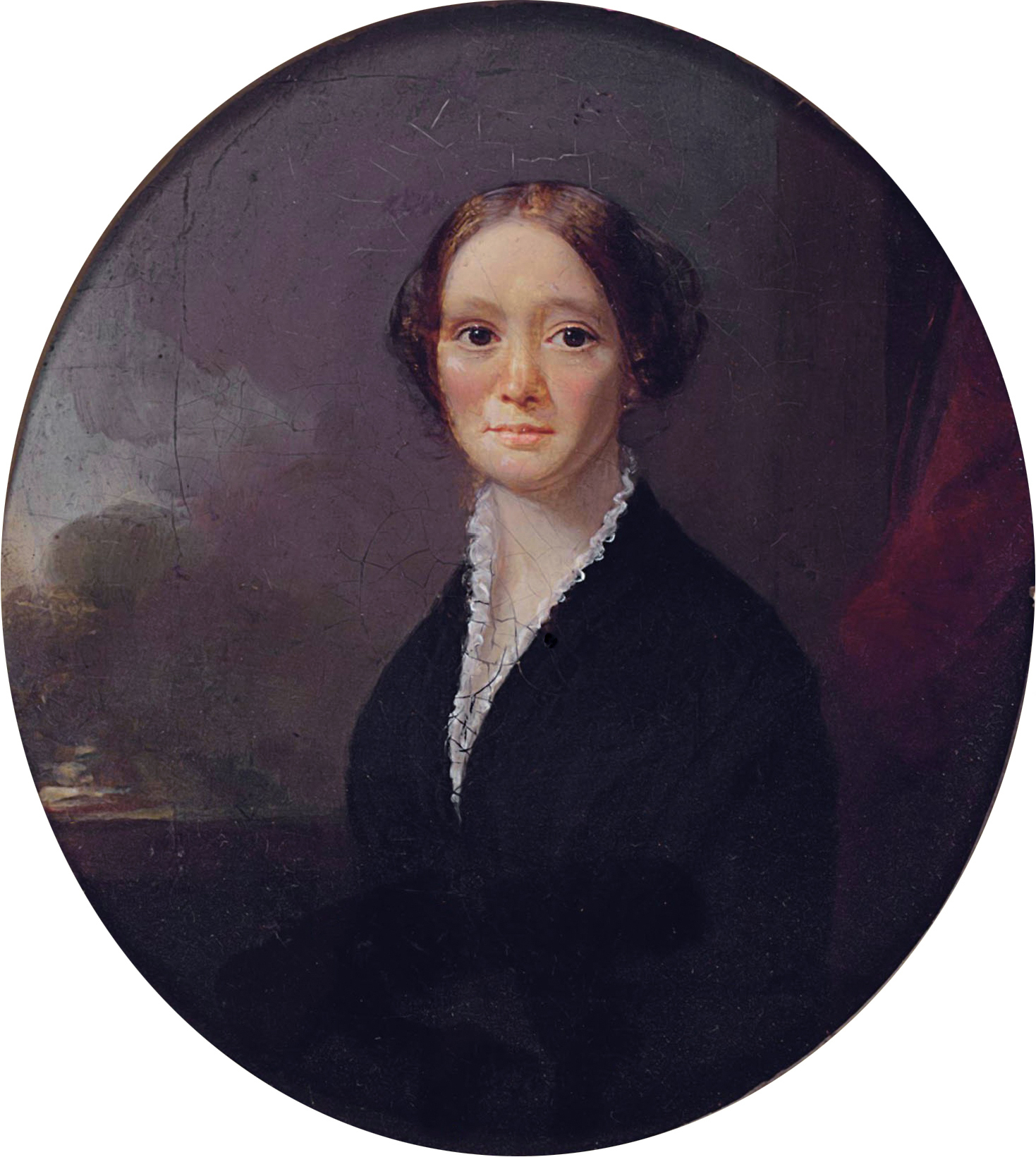
Clara Bartlett Gregory Catlin retratada por George Linen.
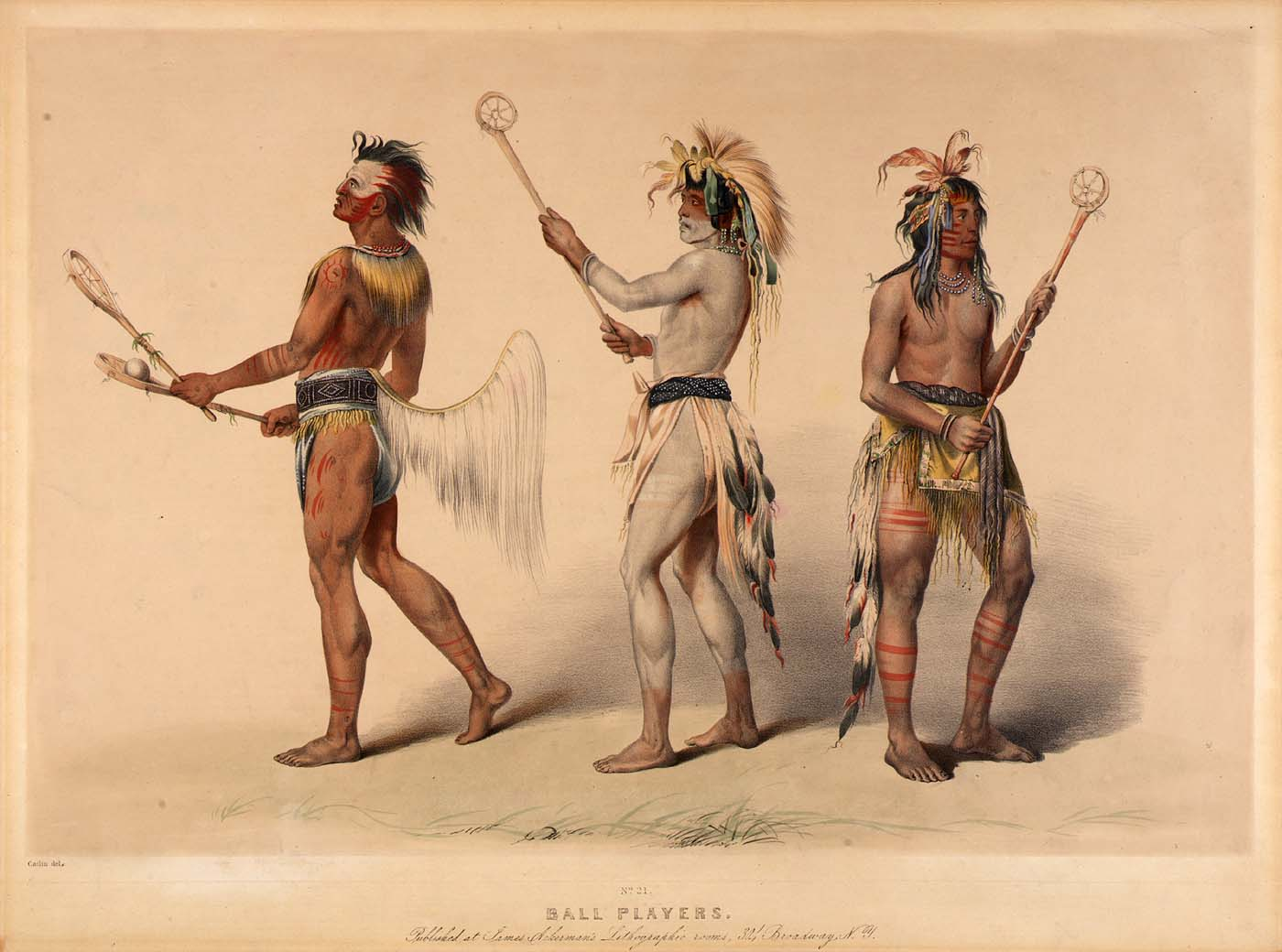
Jugadores de pelota.
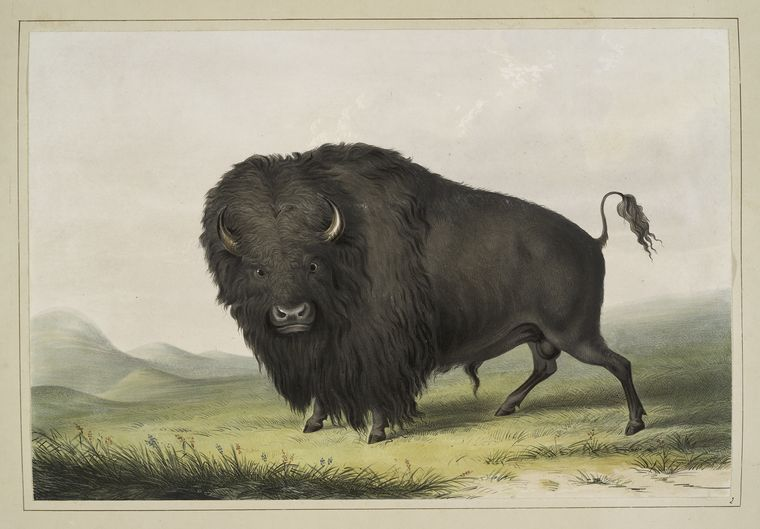
Buffalo Bull.
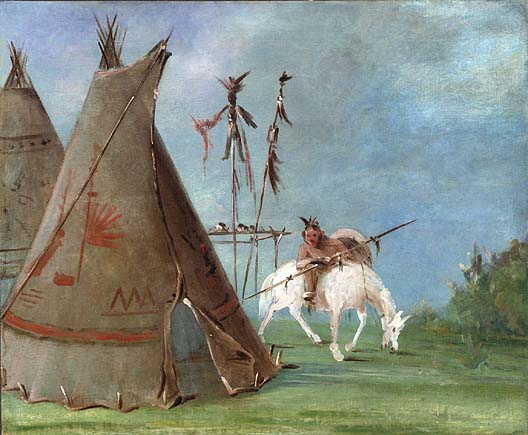
Comanche.